# Lignobrycon myersi
Lignobrycon myersi är en fiskart som först beskrevs av Miranda Ribeiro, 1956.  Lignobrycon myersi ingår i släktet Lignobrycon och familjen Characidae. Inga underarter finns listade i Catalogue of Life.